# Episodi di Summer Dreams (terza stagione)
La terza stagione di Summer Dreams è stata trasmessa in Italia su Mya di Mediaset Premium dal 28 agosto 2009 al 15 settembre 2009, in versione integrale. In chiaro è stata trasmessa su Italia 1, dal 27 al 12 agosto 2010, con due episodi giornalieri comprensivi di alcuni tagli per motivi di tempo.
Nel mese di febbraio 2011 la serie è andata in onda in chiaro senza tagli su La5, alle 15:30 circa, prima con un episodio quotidiano, poi, dal 22 febbraio, con due episodi.
| nº | Titolo originale | Titolo italiano              | Prima TV Francia | Prima TV Italia   |
| -- | ---------------- | ---------------------------- | ---------------- | ----------------- |
| 1  | Episode 1        | Nuovi arrivi                 |                  | 28 agosto 2009    |
| 2  | Episode 2        | Provini per inquilini        |                  | 28 agosto 2009    |
| 3  | Episode 3        | Diventare adulti             |                  | 31 agosto 2009    |
| 4  | Episode 4        | Chiarimenti                  |                  | 31 agosto 2009    |
| 5  | Episode 5        | I misteri di Soraya          |                  | 1º settembre 2009 |
| 6  | Episode 6        | Un ospite inatteso           |                  | 1º settembre 2009 |
| 7  | Episode 7        | Il vecchio pescatore         |                  | 2 settembre 2009  |
| 8  | Episode 8        | Amori a senso unico          |                  | 2 settembre 2009  |
| 9  | Episode 9        | Un mito infranto             |                  | 3 settembre 2009  |
| 10 | Episode 10       | L'importanza della sincerità |                  | 3 settembre 2009  |
| 11 | Episode 11       | A mali estremi...            |                  | 4 settembre 2009  |
| 12 | Episode 12       | L'amore contro tutti         |                  | 4 settembre 2009  |
| 13 | Episode 13       | Mal d'amore                  |                  | 7 settembre 2009  |
| 14 | Episode 14       | In cerca di un padre         |                  | 7 settembre 2009  |
| 15 | Episode 15       | Amori e bugie                |                  | 8 settembre 2009  |
| 16 | Episode 16       | Amori al bivio               |                  | 8 settembre 2009  |
| 17 | Episode 17       | Un'amica da perdere          |                  | 9 settembre 2009  |
| 18 | Episode 18       | La stanza segreta            |                  | 9 settembre 2009  |
| 19 | Episode 19       | Crisi di nervi               |                  | 10 settembre 2009 |
| 20 | Episode 20       | Madri che amano troppo       |                  | 10 settembre 2009 |
| 21 | Episode 21       | Il colore dell'assenza       |                  | 11 settembre 2009 |
| 22 | Episode 22       | Due cuori e una chitarra     |                  | 11 settembre 2009 |
| 23 | Episode 23       | L'uomo ideale                |                  | 14 settembre 2009 |
| 24 | Episode 24       | La scelta di Victoria        |                  | 14 settembre 2009 |
| 25 | Episode 25       | Addio al celibato            |                  | 15 settembre 2009 |
| 26 | Episode 26       | Quando l'amore è per sempre  |                  | 15 settembre 2009 |